# UTC−04:00

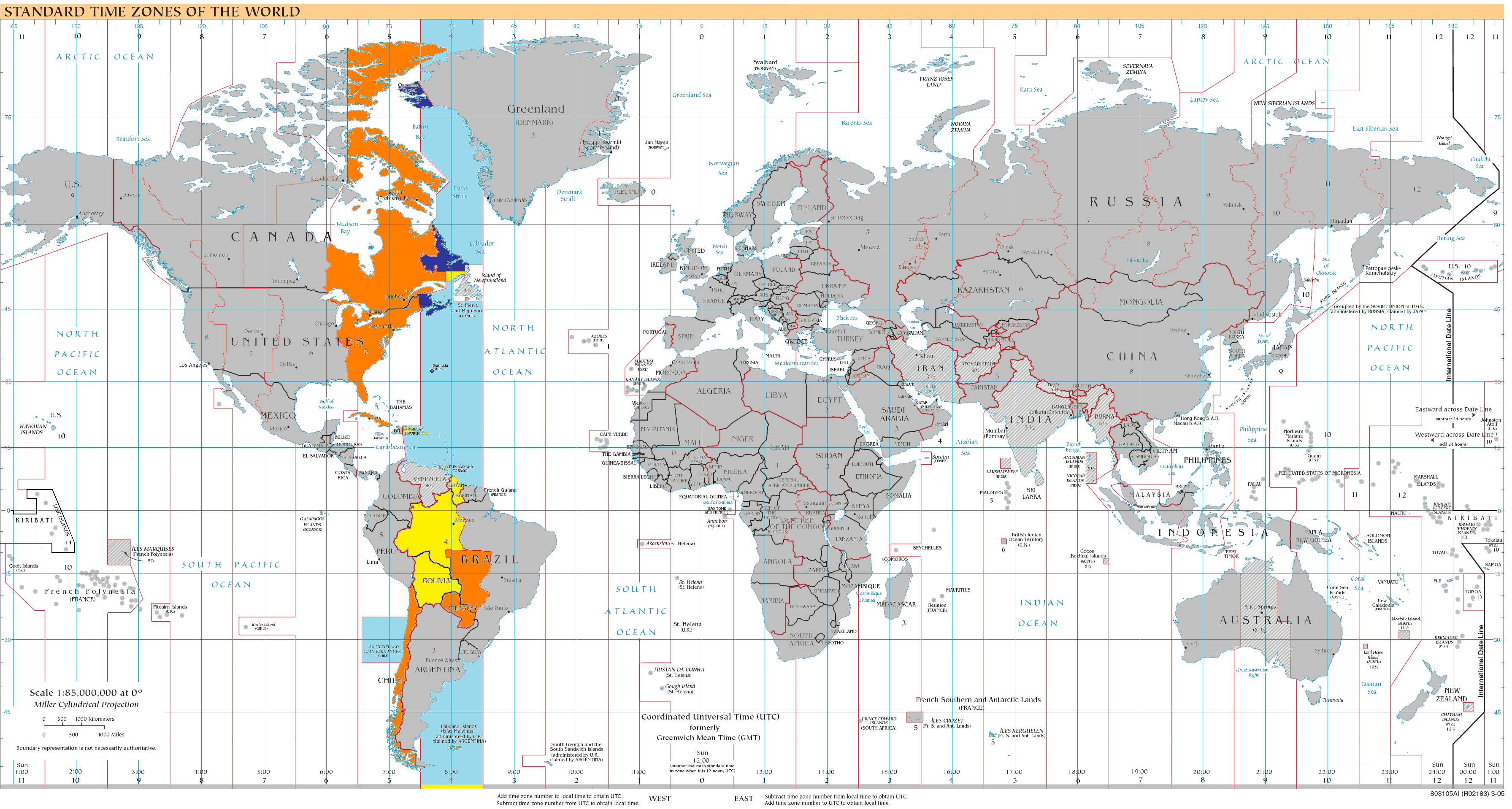
UTC−04: 파란색 (1월), 주황색 (7월), 노란색 (연중), 밝은 청색 - 바다

UTC-04 시간대는 협정 세계시보다 4시간 늦은 시간대이다.

## 북극 표준 시간대 (북반구 겨울)
- 그린란드 (덴마크)
  - 툴레 공군기지
- 캐나다
  - 뉴브런즈윅주, 노바 스코티아, 프린스 에드워드섬
  - 뉴펀들랜드 래브라도주 - 래브라도 대부분

## 동부 일광 절약 시간대 (북반구 여름)

### 북아메리카
- 캐나다
  - 누나부트 준주 동부, 온타리오주 대부분, 퀘벡주 대부분
- 미국
  - 코네티컷주, 델라웨어주, 워싱턴 D.C., 조지아주, 메인주, 메릴랜드주, 매사추세츠주, 뉴햄프셔주, 뉴저지주, 뉴욕주, 노스캐롤라이나주, 오하이오주, 펜실베이니아주, 로드아일랜드주, 사우스캐롤라이나주, 버몬트주, 버지니아주, 웨스트버지니아주
  - 플로리다주, 인디애나주, 미시간주
  - 앨라배마주 러셀 카운티, 피닉스시티에서 비공식적으로 사용

### 카리브해
- 바하마
- 쿠바
- 아이티
- 터크스 케이커스 제도 (영국)

## 표준 시간대 (1년 내내)

### 동카리브해
- 앵귈라 (영국)
- 앤티가 바부다
- 바베이도스
- 도미니카 연방
- 그레나다
- 몬트세랫 (영국)
- 세인트키츠 네비스
- 세인트루시아
- 세인트빈센트 그레나딘
- 트리니다드 토바고
- 영국령 버진아일랜드
- 자메이카

### 미국령
- 푸에르토리코
- 미국령 버진아일랜드

### 기타 카리브해
- 아루바 (네덜란드)
- 퀴라소 (네덜란드)
- 도미니카 공화국
- 과들루프 (프랑스)
- 마르티니크 (프랑스)
- 신트마르턴 (네덜란드)

### 남아메리카
- 볼리비아
- 가이아나
- 브라질
  - 아마조나스주 (일부 남서부 지역 제외)
  - 혼도니아주
  - 호라이마주
- 베네수엘라

### 북아메리카
- 그린란드 서부 일부분
- 캐나다
  - 퀘백 주 (서경 63도 동부)

## 표준 시간대 (남반구 겨울)

### 남아메리카
- 브라질
  - 마투그로수주, 마투그로수두술주
- 포클랜드 제도 (영국)
- 칠레 대부분
- 파라과이

### 남극
- 남극 일부 지역

## 비교
| UTC-04 | 0  | 1  | 2  | 3  | 4  | 5  | 6  | 7  | 8  | 9  | 10 | 11       | 12       | 13       | 14       | 15       | 16       | 17       | 18       | 19       | 20       | 21        | 22        | 23        |
| ------ | -- | -- | -- | -- | -- | -- | -- | -- | -- | -- | -- | -------- | -------- | -------- | -------- | -------- | -------- | -------- | -------- | -------- | -------- | --------- | --------- | --------- |
| UTC    | 4  | 5  | 6  | 7  | 8  | 9  | 10 | 11 | 12 | 13 | 14 | 15       | 16       | 17       | 18       | 19       | 20       | 21       | 22       | 23       | 다음날 0 | 다음날 1  | 다음날 2  | 다음날 3  |
| KST    | 13 | 14 | 15 | 16 | 17 | 18 | 19 | 20 | 21 | 22 | 23 | 다음날 0 | 다음날 1 | 다음날 2 | 다음날 3 | 다음날 4 | 다음날 5 | 다음날 6 | 다음날 7 | 다음날 8 | 다음날 9 | 다음날 10 | 다음날 11 | 다음날 12 |

## 같이 보기
- UTC−05:00
- UTC−03:00
- 브라질 시간
- 캐나다 시간